# Auxis rochei rochei
Auxis rochei rochei es una subespecie de peces de la familia Scombridae en el orden de los Perciformes. En español es conocida como melvera, bullet tuna en inglés y bonitou en francés.

## Morfología
• Los machos pueden llegar alcanzar los 50 cm de longitud total.

Cuerpo robusto y alargado. Dos aletas dorsales muy separadas. Aletas pectorales cortas. Aletas ventrales con una protuberancia interpélvica simple entre ellas, y más larga que las propias ventrales. 8 pínulas dorsales y 7 ventrales. Cuerpo sin escamas salvo en el corselete (parte anterior del tronco de los túnidos, cubierta de gruesas escamas). Pedúnculo caudal con quilla en ambas partes.

Dorso azulado, volviéndose más oscuro hacia la cabeza. Vientre blanco sin puntos ni rayas. En la parte dorsal tiene una serie de barras casi verticales.

## Distribución geográfica y hábitat
Se encuentra en aguas tropicales y subtropicales en el Índico, el Pacífico y el  Atlántico, incluyendo el Mar Mediterráneo.

Epipelágico, nerítico y oceánico, con fuerte tendencia a formar cardúmenes.